# Chaiserstock
Chaiserstock är ett berg i Schweiz.   Det ligger i distriktet Bezirk Schwyz och kantonen Schwyz, i den centrala delen av landet, 100 km öster om huvudstaden Bern. Toppen på Chaiserstock är 2 515 meter över havet, eller 574 meter över den omgivande terrängen. Bredden vid basen är 8,0 km.
Terrängen runt Chaiserstock är huvudsakligen bergig, men den allra närmaste omgivningen är kuperad. Närmaste större samhälle är Schwyz, 11,7 km nordväst om Chaiserstock. 
I omgivningarna runt Chaiserstock växer i huvudsak blandskog. Runt Chaiserstock är det glesbefolkat, med 9 invånare per kvadratkilometer.